# Monaco op de Olympische Winterspelen 1984
Monaco nam deel aan de Olympische Winterspelen 1984 in Sarajevo, Joegoslavië. Het is de eerste deelname van Monaco aan de olympische winterspelen. Monaco behaalde geen medailles.

## Deelnemers en resultaten

### Alpineskiën
| Olympiër     | Discipline   | Resultaat | Prestatie        |
| ------------ | ------------ | --------- | ---------------- |
| David Lajoux | afdaling (m) | 47e       | 1.56,95 (+11,36) |
| David Lajoux | slalom (m)   | dnf-1     | opgave run 1     |

Andorra · Argentinië · Australië · België · Bolivia · Bondsrepubliek Duitsland · Britse Maagdeneilanden · Bulgarije · Canada · Chili · China · Chinees Taipei · Costa Rica · Cyprus · Duitse Democratische Republiek · Egypte · Finland · Frankrijk · Griekenland · Groot-Brittannië · Hongarije · IJsland · Italië · Japan · Joegoslavië · Libanon · Liechtenstein · Marokko · Mexico · Monaco · Mongolië · Nederland · Nieuw-Zeeland · Noord-Korea · Noorwegen · Oostenrijk · Polen · Puerto Rico · Roemenië · San Marino · Senegal · Sovjet-Unie · Spanje · Tsjecho-Slowakije · Turkije · Verenigde Staten · Zuid-Korea · Zweden · Zwitserland